# 우리들의 신부
《우리들의 신부》는 1987년 1월 1일부터 1월 2일에 MBC에서 방영된 신년 특집 드라마다.

## 등장인물
- 박영규
- 김혜영
- 맹상훈
- 정성모
- 임예진
- 정혜선
- 서갑숙
- 한애경
- 이휘향
- 정욱
- 김동주
- 최민경
- 김상순
- 김지영
- 남영진
- 김기일
- 김윤경
- 김애경
- 국정환
- 안명숙
- 박상조
- 정한헌
- 한영숙
- 이순규
- 강성욱
- 나기수
- 지계순
- 이숙
- 김정
- 강미
- 문미봉
- 이상미
- 문용민
- 김영석
- 차윤회